# Ormazd II
Ormazd II fou un rei (xa) de l'Imperi Sassànida. Va governar del 303 al 309. Era fill de Narses de Pèrsia i portava el títol de Rei de l'Iran i del No Iran (Eran i Aneran).
Durant el seu regnat, el Regne d'Armènia va declarar el cristianisme la seva religió oficial, per tant deixant enrere així el seu antic llegat zoroastrià que compartia amb l'Iran sassànida.

## Etimologia
El nom Ōhrmazd (també pronunciat Hormizd o Hormozd) és la versió en persa mitjà del nom de la deïtat suprema del zoroastrisme, designat en avèstic com Ahura Mazda. L'equivalent en persa antic és Auramazdā, mentre que la transliteració en grec és Hormisdas.

## Biografia

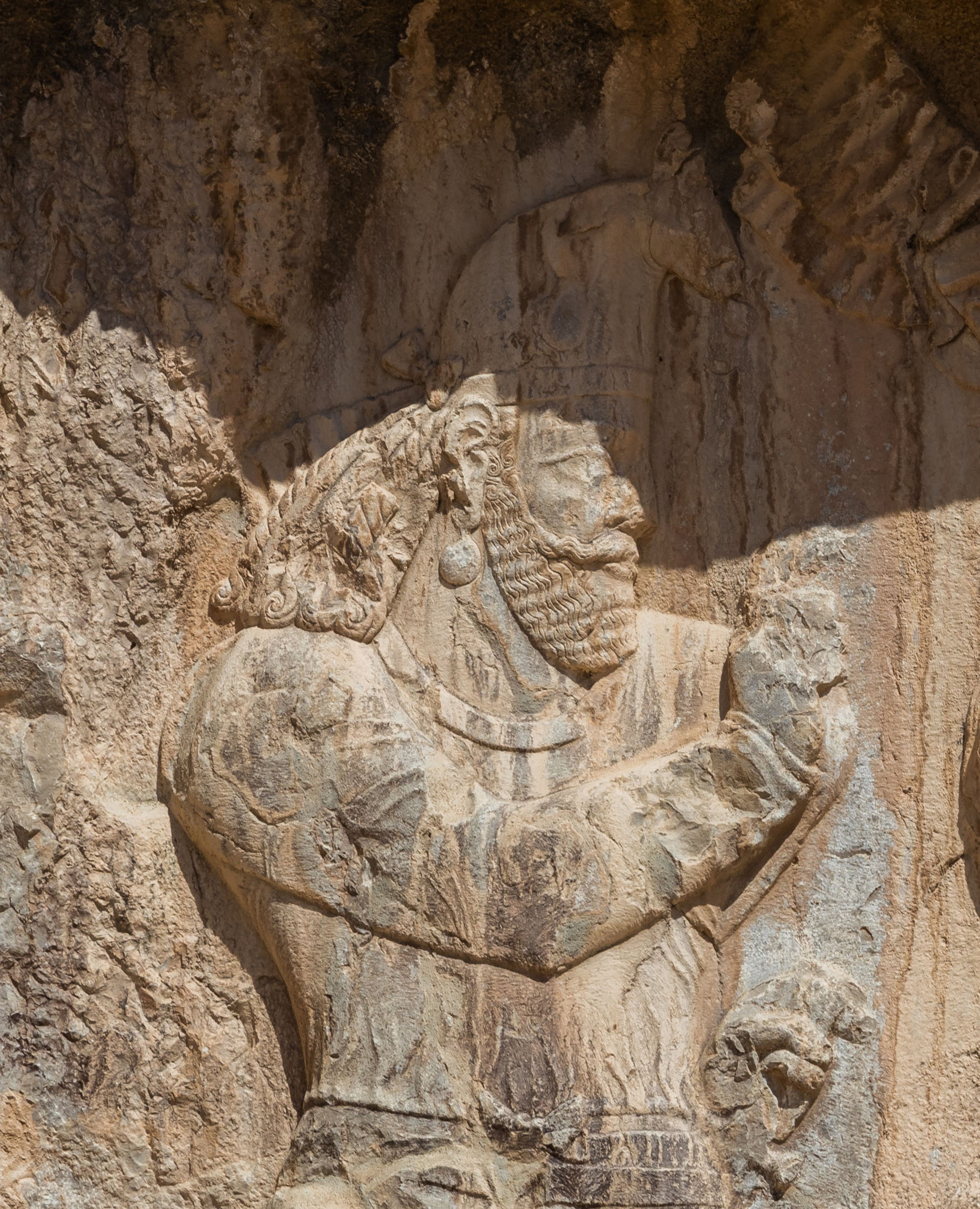
Relleu d'Ormazd II com a príncep.

El seu regnat és molt poc conegut; tingué fama de savi, suau i benvolent; segons Abu Rayhan Biruni va reprendre la persecució dels maniqueus. Va enviar tropes per a exigir el tribut als gassànides, que es van aliar a Roma. El rei gassànida va morir abans de l'arribada de l'ajut romà, però els seus homes van sorprendre a Ormazd quan estava de cacera al desert i el van ferir mortalment, i es van acostar fins a Ctesifont en una expedició de saqueig. Es sospita que foren els magnats els que el van matar perquè volien eliminar els seus fills de la successió. A la seva mort es va produir una breu guerra civil.
Una crònica del segle xi diu que va fer la guerra contra els romans com a revenja per la derrota del seu pare; la crònica d'Arbela diu que va reunir un exèrcit amb el que va entrar a territori romà i va saquejar diverses ciutats, però aquestes circumstàncies no tenen corroboració.
Va deixar vuit fills, dels quals el més destacat fou Sapor II va regnar del 309 al 379. Va donar la seva filla Horzosdokt en matrimoni a un príncep Mamiconi anomenat Vahan. Per tant, fou possiblement la muller del príncep armeni Baanes Mamiconi. El fill gran Adarnases, que es va proclamar rei, fou mort ràpidament per els magnats.

## Descendència
Ormazd II va ser un dels reis sassànid amb més fills. Els va tenir amb la seva dona jueva Ifra-Hormizd, i amb diverses altres esposes i concubines:
- El príncep Adarnases (segle III – 309), el nové rei de l'Imperi Sassànida.[4]
- El príncep Sapor II (309–379), el desé rei de l'Imperi Sassànida.[5]
- El príncep Adurfrazgird (??? – segle IV), governador de l'Arbayistan del sud.[6]
- El príncep Zamasp (??? – segle IV), governador de l'Arbayistan del nord.[6]
- El príncep Sapor Sacanxa (??? – segle IV), governador de Sacastene.[7]
- El príncep Ormisdes (??? – segle IV), empresonat per la noblesa iraniana i més tard va fugir cap a l'Imperi Romà.[8]
- El príncep Artaxerxes II (379 – 383), l'onzé rei de l'Imperi Sassànida.[9]
- Filla sense nom (??? – segle IV), casada amb el rei arsàcid Urnayr.[10]
- La princesa Horzosdokt (??? – segle IV), casada amb el príncep mamikonian Vahan.[9]